# Еллі Фолкнер
Еллі Фолкнер (англ. Ellie Faulkner, 5 січня 1993) — британська плавчиня.
Учасниця Олімпійських Ігор 2012, 2016 років.
Чемпіонка Європи з водних видів спорту 2018 року.
Призерка Ігор Співдружності 2014, 2018 років.